# Поликарп Куш
Поликарп Куш (26. јануар 1911 – 20. март 1993) је амерички физичар немачког порекла, који је 1955. године добио Нобелову награду за физику „за прецизно одређивање магнетног момента електрона”.
Куш је дипломирао физику 1931. године на Универзитету Кејс западне резерве. На Универзитету Илиноиса је стекао магистратуру 1933. и докторат 1936. године.

## Публикације
- Rabi, I. I.; Zacharias, J. R.; Millman, S.; Kusch, P. (1938). „A New Method of Measuring Nuclear Magnetic Moment”. Physical Review. 53: 318. Bibcode:1938PhRv...53..318R. doi:10.1103/PhysRev.53.318.
- Rabi, I. I.; Millman, S.; Kusch, P.; Zacharias, J. R. (1939). „The Molecular Beam Resonance Method for Measuring Nuclear Magnetic Moments. The Magnetic Moments of 3Li6, 3Li7 and 9F19”. Physical Review. 55: 526—535. Bibcode:1939PhRv...55..526R. doi:10.1103/PhysRev.55.526.
- Rabi, I. I.; Zacharias, J. R.; Millman, S.; Kusch, P. (1992). „Milestones in Magnetic Resonance: 'A new method of measuring nuclear magnetic moment'. 1938”. Journal of Magnetic Resonance Imaging. 2 (2): 131—133. PMID 1562763. doi:10.1002/jmri.1880020203.
- Kusch, P.; Foley, H. M. (1948). „The Magnetic Moment of the Electron”. Physical Review. 74: 250. Bibcode:1948PhRv...74..250R. doi:10.1103/PhysRev.74.250.